# New Jeshwang
New Jeshwang ist ein Ortsteil der Gemeinde Kanifing (englisch Kanifing Municipal) im westafrikanischen Staat Gambia.
Der Ortsteil liegt im westlichen Zentrum der Gemeinde und gehört zum Ort Serekunda. Bei der Volkszählung von 1993 wurde New Jeshwang als eigener Ort mit 21656 Einwohnern gelistet.

## Geographie
Nördlich von New Jeshwang liegt benachbart der Ortsteil Old Jeshwang, die Gamcem Road grenzt beide Ortsteile ab. Im Westen schließt sich der als Naturschutzgebiet geschützter Mangrovenwald Tanbi Wetland Complex an. Im Süden liegt Eboe Town. Nach Westen liegt benachbart Serekunda (als Ortsteil), der Kombo Sillah Drive stellt hier die Grenze dar. Kanifing liegt nordwestlich von New Jeshwang, der Banjul-Serekunda Highway stellt hier die Grenze dar.